# Mario Escalera
Mario Escalera (Cuba, rond 1950 – 1 december 2017) was een uit Cuba afkomstige Amerikaanse jazzmuzikant (saxofoon, klarinet, fluit), componist, orkestleider en muziekpedagoog, die actief was in het New Yorkse jazzcircuit.

## Biografie
Mario Escalera emigreerde eerst naar Puerto Rico en kwam uiteindelijk via Canada naar de Verenigde Staten. Hij behaalde zijn bachelordiploma aan het Empire State College en het Excelsior College, gevolgd door een masterdiploma in muziekonderwijs aan de Columbia University. Hij kreeg lessen in compositie en arrangement bij Manny Albam, in improvisatie bij Kenny Dorham en Bobby Capers en in fluitspel bij Paul Dobler en Marty Barto.
Hij was vanaf de jaren 1970 actief als muzikant in het New Yorkse jazzcircuit en was lid van de muzikantenbond Local 802. In de loop van zijn carrière speelde hij in jazzcombo's en bigbands, van 1976-1981 in Jaki Byards Apollo Sompers en in 1978 met Ray Draper, de  volgende jaren bij het Contemporary Composer's Orchestra (1982–1984), bij Doc Wheeler (1985–1987) en van 1991–1993 bij het Nancy Bank Orchestra. Hij werkte ook als muzikaal leider voor Screamin' Jay Hawkins en als dirigent van de New Muse Big Band. Van 1990 tot 2001 dirigeerde hij het Bronx River Jazz Orchestra. Escalera bracht verschillende albums uit onder zijn eigen naam, waaronder Didn't Know (2003), Blue Mondays, Goodbye Pork-Pie Hat (1981, met Oliver Beener, Clifford Adams, Bob Neloms, Reggie Workman, Art Jenkins) en Ballads, Boleros & Blues Vol. 1/2 (1990), met Onaje Allan Gumbs, Phil Bowler en Wade Barnes. Laatstgenoemden kregen allebei een positieve recensie in All About Jazz, waarin Escalera's compositievaardigheden en soulvolle spel naar voren kwamen.
Als lid van het Brooklyn Repertory Ensemble was Escalera betrokken bij het album Pragmatic Optimism uit 2006, met onder andere James Zollar, Vincent Chancey, Kiane Zawadi, Ratzo Harris en Wade Barnes. In 2007 presenteerde hij met The Blues River Jazz Orchestra een album met dezelfde naam, met oorspronkelijke composities en jazzstandards als If I Should Lose You en My Foolish Heart. Op het gebied van jazz was hij tussen 2000 en 2006 betrokken bij zeven opnamesessies. Hij gaf les aan New Yorkse instellingen (inclusief musea) vanaf 1978, onder meer als adjunct-professor in 1982-1984 aan het Manhattan Community College en 1987-1997 aan het Brooklyn Conservatory of Music, meest recentelijk improvisatie en houtblaasinstrumenten aan het New School Jazz & Contemporary Music Degree Program.

## Overlijden
Mario Escalera overleed in december 2017 op 66-jarige leeftijd.

## Discografie
- Blues River Jazz Orchestra (Phoenix Records, 2007), met James Zollar, Richard Clements, Bob Cunningham, Jimmy Vass, Alan "Chip" White